# Oryzaephilus cuneatus
Oryzaephilus cuneatus es una especie de coleóptero de la familia Silvanidae.

## Distribución geográfica
Habita en Sudáfrica y Namibia.